# Antoni Badia
Antoni Badia Matamala fue un sindicalista español de principios del siglo XX.

## Biografía
De profesión dependiente de comercio, militaba en la Federación Catalana del PSOE y fue presidente de la Asociación de la Dependencia Mercantil de Barcelona en 1902. Asistió como delegado al Segundo Congreso de la "Federación Nacional de Dependientes de Comercio" celebrada en Zaragoza en febrero de 1904 y, posteriormente, al Tercer Congreso en Madrid en septiembre de 1905. 
Bajo su impulso se constituyó la Federació Local de Societats Obreres de Barcelona que, tras la asamblea celebrada el 3 de agosto de 1907 en la Dependencia Mercantil de Barcelona con asistencia de diferentes representantes de asociaciones y sociedades laborales, como Salvador Seguí por la de pintores o Sedó por la asociación de tipógrafos, pasó a denominarse Federació Local de Societats Obreres de Barcelona- Solidaridad Obrera al margen de cualquier implicación política o ideológica. 
Badia formó parte del Consejo Directivo con el cargo de secretario. Participó en el congreso de constitución de la Confederación Regional de Sociedades de Resistencia-Solidaritat Obrera en Barcelona en septiembre de 1908, y en diciembre del mismo año fue elegido Tesorero del nuevo Consejo Directivo de la recién formada organización sindical. 
Colaboró con el periódico Tierra y Libertad y fue redactor de La Internacional, órgano de expresión de la Federación Catalana del PSOE.